# Gerstaeckerus latenotatus
Gerstaeckerus latenotatus is een keversoort uit de familie zwamkevers (Endomychidae). De wetenschappelijke naam van de soort werd in 1940 gepubliceerd door Maurice Pic.